# ODESSA
ODESSA ( "; prevod Organizacija bivših pripadnika SS-a) je međunarodna mrežne nacističkih organizacija koju su posle Drugog svetskog rata osnovali bivši članovi SS-a. Poznata je i kao Društvo za uzajamnu pomoć bivših pripadnika Vaffen-SS (Hilfsgemeinschaft auf Gegenseitigkeit der Angehorigen der ehemaligen Vaffen-SS (HIAG)), uspostavljenu sa ciljem spašavanja bivših oficira SS-a od hapšenja i suđenja za ratne zločine. 
Veruje se da je Oto Skorceni jedan od nacista koji je učestvovao u organizaciji. Cilj je takođe bio da se preko „pacovskih kanala“ bivši nacisti prebace u zemlje gde neće biti sudski gonjeni, poput Španije i mnogih država Južne Amerike.

## Istorija
Cilj grupe je bio da uspostavi kontakt i sakrije bivše pripadnike SS-a koje traže organi za sprovođenje zakona, uključujući i njihovo slanje u druge zemlje i kontinente. Uglavnom su pripadnici ODESSA tražili da napuste Nemačku preseljenjem u zemlje arapskog istoka ili Latinske Amerike. Veze grupe proširile su se na zemlje poput Argentine, Egipta, Brazila, Nemačke, Italije, Švajcarske i Vatikana, a članovi grupe su delovali u Buenos Ajresu i pomagali Adolfu Ajhmanu, Jozefu Mengeleu, Erihu Pribkeu, Aribertu Hajmu, Eduardu Rošmanu i mnogim drugim članovima SS-a da pronađu utočište od zakona.
SS-Obersturmbannfirer Oto Skorzeni i nekoliko drugih istaknutih nacista su bili osumnjičeni da imaju veze sa organizacijom, ali veza nikada nije dokazana.

## Ciljevi organizacije
- rehabilitovati bivše pripadnike SS-a
- da im se obezbedi rad u novoj Saveznoj Republici Nemačkoj koju su stvorili Saveznici 1949. godine
- prodre bar u niže krugove političkih partija
- angažovati najbolje advokate za esesovce koji su izvedeni na suđenje i otežati suđenje što je više moguće
- da pomogne bivšim esesovcima da steknu uporište u trgovini ili industriji kako bi požnjeli prednosti posleratnog ekonomskog čuda u Zapadnoj Nemačkoj posle rata
- da ubede nemački narod da su pripadnici SS patriote kao i svi Nemci, da izvršavaju naređenja otadžbine i da ni na koji način ne zaslužuju napade koje su na njih izvršili pravosudni sistem i javno mnjenje.

### Istorija stvaranja
Godine 1944. postalo je jasno da se tok rata promenio na štetu Nacističke Nemačke. 10. avgusta 1944. godine u strazbuškom hotelu „Mezon Ruž” održan je tajni sastanak najvećih nemačkih industrijalaca i bankara. Pokušali su da razviju taktiku kako bi osigurali sigurnu budućnost za naciste. Među onima koji su prisustvovali sastanku bili su bankar Кurt fon Šreder, magnat uglja Emil Кirdorf, Georg fon Šnicler iz IG Farbena, Gustav Кrup fon Bolen und Halbah i magnat čelika Fric Tisen.
Učesnici sastanka su shvatili da će nemačka imovina pasti u ruke neprijatelja koji se brzo približava ako ne bude obezbeđena. Doneta je odluka da se sredstva izvezu kako bi se potom iskoristila za budući pokret za izgradnju novog Rajha. Pored toga, vodeće nacističke ličnosti želele su da izbegnu odgovornost za svoje zločine i tražile su sigurna utočišta van Nemačke.
Sastanak u Strazburu je rezultirao rođenjem dobro finansirane organizacije koja ima za cilj da pomogne ljudima da izbegnu pravdu. Ova organizacija je dobila naziv „Organization Der Ehemaligen SS-Angehorigen“ (sa nemačkog – „Organizacija bivših SS članova“), poznata pod skraćenicom ODESSA.

### Aktivnost
Posle rata, samo je deo nacističkog rukovodstva izveden pred sud. Mnoge ličnosti, posebno one nižeg ranga, uspele su da pobegnu ili promene identitet da bi nastavili da postoje u Nemačkoj. ODESSA je mnogima pomogla. Tajna mreža pod nazivom „Pauk“ (nem. Die Spinne) je beguncima davala lažne dokumente i pasoše, sredstva i kontakte. To im je omogućilo da pređu nečuvane švajcarske granice. Stigavši u Švajcarsku, brzo su se preselili u Italiju, koristeći takozvani „monaški put“. Rimokatolički sveštenici, uglavnom franjevci, pomagali su ODESI u transportu begunaca od manastira do manastira u Rim. Prema Simonu Vizentalu, jedan od franjevačkih manastira (Via Sicilia) u Rimu je zapravo postao tranzitna stanica za naciste. To je omogućio episkop iz Graca po imenu Alojz Hudal. Jednom u Italiji, begunci su se našli na sigurnom, ali su i iz Italije mnogi otišli širom sveta.
Rute kojima su ratni zločinci pobegli zvali su se „pacovski kanali“. Prošli su kroz Italiju, Španiju, a takođe i kroz Dansku i Švedsku.
Neke države verovatno nisu imale informacije o poreklu novih imigranata, dok su mnoge koje jesu odlučile da to ignorišu. Nekoliko zemalja, uključujući Sjedinjene Američke Države, pokušalo je da iskoristi znanje nacista. Fašističke države, poput frankističke Španije, i zemlje Južne Amerike postale su sigurna utočišta. Stvaranje države Izrael posle Drugog svetskog rata podstaklo je neke arapske zemlje da dočekaju naciste, koji su delili njihovu mržnju prema Jevrejima.
Adolf Ajhman je bio jedan od najpoznatijih nacista koji je pobegao iz Nemačke zahvaljujući ODESI. Ali i njega su na kraju u Južnoj Americi uhvatile izraelske specijalne službe i odvele u Izrael na suđenje.

### Nacisti u Argentini
Ne samo Ajhman, već i drugi poznati nacistički zločinci i masovne ubice, kao što su Jozef Švamberger, Erik Pribke i Jozef Mengele, bili su zatvoreni u Južnoj Americi. Zahvaljujući ODESI, oko 280 nacističkih zločinaca i njihovih saradnika je uspelo da nađe utočište u Argentini.
Argentinski pisac Uki Goni govori o aktivnostima ODESE u Argentini u svojoj knjizi „Odesa: Die vahre Geschichte“ (sa nemačkog – „Odesa: istinita priča“). Godine 1938. Gonijev deda je bio argentinski diplomata koji je izvršio tajnu vladinu naredbu da Jevrejima ne izdaje vize kako bi zaustavio njihovu dotadašnju nesmetanu imigraciju u Argentinu.
Godine 1946. predsednik Argentine postao je Huan Domingo Peron, simpatizer nacista. Godine 1945. bio je duboko impresioniran Nirnberškim procesom, koji je uzdrmao njegovo unutrašnje razumevanje vojnog kodeksa časti. Stoga je odlučio da spasi što više nacista od savezničkog suđenja.
Peron se obično krivi što je Argentina postala glavno utočište nacističkih zločinaca, ali u vreme kada je došao na vlast, mnogi nemački nacisti su se već skrivali u zemlji. Jer, pored Perona, u Argentini je bilo mnogo zvaničnika i vojnih lica koji su delili ideje nacionalsocijalizma. Veliki deo velike nemačke zajednice u zemlji simpatisao je Hitlera. Dobri odnosi između Argentine i nacističke Nemačke počeli su 1930-ih. Uz podršku Argentine, nacisti su uspostavili svoju špijunsku mrežu, koja je delovala širom Latinske Amerike. Argentina je na kraju objavila rat Nemačkoj tek u martu 1945, pod pritiskom saveznika.
Odnose dve zemlje mogu okarakterisati dva događaja. 10. aprila 1938. na stadionu Luna park u Buenos Ajresu održan je najveći događaj podrške Hitlerovom režimu van Nemačke: desetine hiljada ljudi okupilo se na mitingu posvećenom aneksiji Austrije, veličajući Firera i dižući ruke u nacistički pozdrav. U oktobru 1939. argentinski vojni ataše, pukovnik Spindola, sastao se sa visokim nemačkim oficirima u vezi sa diplomiranjem prve grupe argentinskog vojnog osoblja obučenog u Nemačkoj, uključujući pilote; Odgovarajući dokument govori o bliskom prijateljstvu i vezama, kao i o zahvalnosti Argentine za nabavku opreme za proizvodnju eksploziva i baruta.
Pisac i novinar Abel Basti tvrdi da prijateljski odnosi i lobističko raspoloženje nisu nastali iznenada u Argentini, već su im prethodili dugoročni i svesni napori nemačke strane. Basti smatra da su Nemci već mnogo pre Drugog svetskog rata želeli da se nasele u Argentinu, prateći svoje ekonomske interese. A tokom rata se javila ideja da se Argentina iskoristi kao rezervno mesto u slučaju poraza. Za Nemce je od posebnog interesa bila zapadna Patagonija, čija su je udaljenost i retka naseljenost činili dobrim mestom za sklonište, a čiji su pejzaž i klima jako podsećali na Bavarske Alpe.
Posle poraza nacističke Nemačke, glavno utočište za izbeglice u Argentini i popularno mesto za posetu onima koji su se sklonili u druge zemlje postao je glavni grad Patagonije, Bariloče. Na primer, postoje podaci da ju je Oto Skorceni, koji je radio kao Peronov savetnik i živeo u Španiji i koji se smatrao glavnim Hitlerovim saboterom, posetio u potrazi za bivšim drugovima.

## Spolajšnje veze
- Članak o ODESSI